# Atyria commoda
Atyria commoda är en fjärilsart som beskrevs av Louis Beethoven Prout 1938. Atyria commoda ingår i släktet Atyria och familjen mätare. Inga underarter finns listade i Catalogue of Life.